# Dornier Do 417
Die Dornier Do 417 war der Entwurf für einen zweimotorigen Bomber, der 1942 auf Forderung des Generalstabs der Luftwaffe entwickelt wurde, dann jedoch nie in die Serienfertigung ging, da er über das Entwurfsstadium nicht mehr hinauskam. Vor der Do 417 entwickelte Dornier die Do 317.
Der Generalstab der Luftwaffe forderte 1942 bei Junkers, Heinkel, Blohm & Voss und Dornier den Entwurf eines Bombers an. Heinkel legte sein Projekt P.1065 vor, Blohm & Voss die P.163, Junkers die Ju 88E, die dann zur Ju 188 wurde, und Dornier den Neuentwurf Do 417. Im Dezember schien die Entscheidung für den Dornier-Entwurf zu fallen. Die Do 417V-1 sollte bis zum August 1943 fertiggestellt werden. Dann hätte der Serienbau im April 1944 beginnen können.
Aus Produktionsgründen und aufgrund höherer Geschwindigkeit fiel dann die Entscheidung zugunsten der Ju 188.

## Technische Daten
| Kenngröße             | Daten                                        |
| --------------------- | -------------------------------------------- |
| Verwendung            | Bomber (Horizontal- und Sturzbomber)         |
| Besatzung             | 4                                            |
| Länge                 | 18,65 m                                      |
| Spannweite            | 21,40 m                                      |
| Höhe                  | 5,80 m                                       |
| Flügelfläche          | 62,00 m²                                     |
| Flügelstreckung       | 7,4                                          |
| Leermasse             | 9.140 kg                                     |
| Startmasse            | 15.600 kg                                    |
| Triebwerk             | 2 × 12-Zylinder-V-Motor Daimler-Benz DB 603A |
| Triebwerksleistung    | 2 × 1.750 PS (1.287 kW)                      |
| Höchstgeschwindigkeit | 600 km/h in 8.000 m Höhe                     |
| Marschgeschwindigkeit | 425 km/h                                     |
| Steigleistung         | 23 min auf 6.000 m Höhe                      |
| Gipfelhöhe            | 11.000 m                                     |
| Reichweite            | 2.050 km                                     |
| Bewaffnung            | 5 × MG 151                                   |
| Bombenlast            | 2.750 kg                                     |